# フェルディナント・カール・フォン・エスターライヒ＝エステ (1821-1849)
フェルディナント・カール・ヴィクトル・フォン・エスターライヒ＝エステ（ドイツ語: Ferdinand Karl Victor von Österreich-Este, フェルディナンド・カルロ・ダスブルゴ＝エステ（イタリア語: Ferdinando Carlo Vittorio d'Asburgo-Este,  1821年7月20日 - 1849年12月15日）は、イタリアのモデナ公国の支配者オーストリア＝エステ家の公子。

## 生涯
モデナ公フランチェスコ4世とその妻でサルデーニャ王ヴィットーリオ・エマヌエーレ1世の娘であるマリーア・ベアトリーチェの間の次男として生まれた。
1847年10月4日にシェーンブルン宮殿において、同族のハンガリー宮中伯ヨーゼフ・アントン大公の娘で又従妹にあたるエリーザベト・フランツィスカと結婚した。
1848年革命の時期には、オーストリア軍人としてイタリアとハンガリーの戦場で戦い、最終的には陸軍中将にまで昇進した。さらに、オーストリア軍第26歩兵連隊の連隊長でもあった。また、オーストリア皇帝フランツ・ヨーゼフ1世の即位をプロイセン王国政府に知らせるため、ベルリン宮廷に特使として派遣されている。
ブルノに滞在していたときに気分が悪くなり、チフスに感染していると診断されたが、姉マリア・テレジアの看病も空しく診断からわずか5日で急死した。28歳だった。遺骸はモデナのサン・ヴィンチェンツォ教会に安置された。
フェルディナント・カールの死後、未亡人エリーザベトは同族のカール・フェルディナント大公と再婚した。

## 子女
エリーザベト・フランツィスカとの間に娘を1人もうけた。
- マリア・テレジア（1849年 - 1919年） - 1868年、バイエルン王ルートヴィヒ3世と結婚

## 系譜
| フェルディナント・カール | 父: フランチェスコ4世 (モデナ公) [1] | 祖父: フェルディナント                | 曽祖父: フランツ1世 (神聖ローマ皇帝)          |
| フェルディナント・カール | 父: フランチェスコ4世 (モデナ公) [1] | 祖父: フェルディナント                | 曽祖母: マリア・テレジア                      |
| フェルディナント・カール | 父: フランチェスコ4世 (モデナ公) [1] | 祖母: マリーア・ベアトリーチェ        | 曽祖父: エルコレ3世・デステ                   |
| フェルディナント・カール | 父: フランチェスコ4世 (モデナ公) [1] | 祖母: マリーア・ベアトリーチェ        | 曽祖母: マリーア・テレーザ                    |
| フェルディナント・カール | 母: マリーア・ベアトリーチェ         | 祖父: ヴィットーリオ・エマヌエーレ1世 | 曽祖父: ヴィットーリオ・アメデーオ3世         |
| フェルディナント・カール | 母: マリーア・ベアトリーチェ         | 祖父: ヴィットーリオ・エマヌエーレ1世 | 曽祖母: マリーア・アントニア （スペイン王女） |
| フェルディナント・カール | 母: マリーア・ベアトリーチェ         | 祖母: マリーア・テレーザ [2]          | 曽祖父: フェルディナント                      |
| フェルディナント・カール | 母: マリーア・ベアトリーチェ         | 祖母: マリーア・テレーザ [2]          | 曽祖母: マリーア・ベアトリーチェ              |

[1]は[2]の弟で、2人の妹にオーストリア皇帝フランツ1世の3番目の妃になったマリア・ルドヴィカがいる。